# Черуйот, Кеннет
Кеннет Черуйот — кенийский легкоатлет, который специализировался в беге на длинные дистанции. Бронзовый призёр чемпионата мира по полумарафону 1997 года в личном первенстве с личным рекордом — 1:00.00. Победитель 25-километрового пробега BIG 25 1997 года с мировым рекордом — 1:13.58 (WR*).
Выступал на олимпийских играх 2000 года на марафонской дистанции, которую не смог закончить.
Женат на олимпийской чемпионке Нэнси Лангат.

## Достижения
- Победитель Роттердамского марафона 2000 года — 2:08.22
- 2-е место на Роттердамском марафоне 2001 года — 2:07.18 — PB
- 2-е место на Роттердамском марафоне 2002 года — 2:09.43